# Mogata församling
Mogata församling var en församling i Linköpings stift inom Svenska kyrkan i Söderköpings kommun i Östergötlands län. Församlingen uppgick 1 januari 2002 i S:t Anna församling som sedan 2010 uppgick i Söderköping S:t Anna församling.
Församlingskyrka var Mogata kyrka.

## Administrativ historik
Församlingen har medeltida ursprung.
Församlingen utgjorde till 1718 ett eget pastorat. 1718 utbröts Börrums församling och denna församling var därefter till 1 maj 1919 moderförsamling i pastoratet Mogata och Börrum. Från 1 maj 1919 till 1962 var församlingen moderförsamling i pastoratet Mogata och Skällvik som 1944 utökades med Börrums församling. Från 1962 till 2002 var församlingen moderförsamling i pastoratet S:t Anna, Mogata, Skällvik och Börrum. Församlingen uppgick 1 januari 2002 i S:t Anna församling som sedan 2010 uppgick i Söderköping S:t Anna församling.
Församlingskod var 058210.

## Kyrkoherdar
| Ämbetstid | Namn                           | Levnadstid | Övrigt                                       |
| --------- | ------------------------------ | ---------- | -------------------------------------------- |
|           | Ragnvaldus                     |            |                                              |
| 1375      | Knut                           |            |                                              |
| 1381      | Peter                          |            |                                              |
| 1401      | Johannes Grote                 | -1401      |                                              |
| 1493-1512 | Bero Benedicti                 | -1512      |                                              |
| 1521      | Magnus                         |            |                                              |
| 1569      | Marchus                        |            |                                              |
| 1591-1608 | Magnus Erici                   | -1608      |                                              |
| 1610-1620 | Zacharias Olavi Brevigius      | -1620      |                                              |
| 1622-1632 | Magnus Folkeri Uhr             | 1582-1632  |                                              |
| 1634-1654 | Olavus Bjässe                  | 1593-1654  |                                              |
| 1656-1678 | Olavus Corylander              | -1678      |                                              |
| 1680-1692 | Laurentius Wangel              | 1636-1692  |                                              |
| 1693-1695 | Samuel Bothvidsson             | 1657-1695  |                                              |
| 1696-1707 | Laurentius Nicolai Särling     | -1707      |                                              |
| 1708-1730 | Carolus Spaak                  | 1673-1730  |                                              |
| 1731-1737 | Jonas Hagelius                 | 1670-1737  |                                              |
| 1737-1739 | Johan Yhman                    | 1701-1739  |                                              |
| 1740-1758 | Jacob Hagman                   | 1700-1758  |                                              |
| 1761-1767 | Anders Noberg                  | 1714-1767  |                                              |
| 1771-1811 | Olof Lindblom                  | 1720-1811  | Kyrkoherde och kontraktsprost.               |
| 1811-1857 | Jacob Östberg                  | 1775-1857  | Kyrkoherde och kontraktsprost.               |
| 1858-1869 | Fredrik Östberg                | 1808-1869  |                                              |
| 1871-1872 | Benct Wongers                  | 1793-1872  |                                              |
| 1876-1891 | Johan Fredrik Landerstedt      | 1807-1891  |                                              |
| 1894-1915 | Ernst Reinhold Dankegott Hoppe | 1843-1915  |                                              |
| 1919-1949 | Ernst Fredrik "Fritz" Hoppe    | 1884-1955  | [ 6 ] [ 7 ]                                  |
| 1949-1961 | Torsten Bordin                 | 1906-1976  | Senare kyrkoherde i S:t Laurentii församling |